# Пинк Пантер (филм из 1963)
Пинк Пантер (енгл. The Pink Panther) или Ружичасти пантер је крими комедија из 1963. године, у режији Блејка Едвардса и први у низу филмова о инспектору Клузоу, кога је играо Питер Селерс. Номинован за Оскара за светски познату музику Хенрија Манћинија.

## Радња
Шах из измишљене блискоисточне државе Лугаш даје својој јединој ћерки, принцези Дали (Клаудија Кардинале), највећи дијамант на свету, Пинк Пантер, назван тако јер се унутар дијаманта налази уметак који подсећа на обрисе ове звери. Када Дала одрасте, у Лугашу се дешава револуција, али принцеза успева да понесе дијамант са собом и одлази у изгнанство у Европу.
Принцеза (Клаудија Кардинале) зимује у скијалишту Кортина д'Ампецо, доносећи са собом дијамант. Ту се налази и британски аристократа и плејбој, сер Чарлс Литон (Дејвид Нивен), који је заправо међународни лопов по имену „Фантом” и специјалиста за крађу накита, који намерава да украде „Пинк Пантера”. Посећује га његов амерички нећак Џорџ (Роберт Вагнер), који ће сам да украде дијамант, оптужујући га да је украо Фантом, али не зна да је Фантом његов ујак.
Верујући да Фантом планира да украде дијамант, Сурете шаље инспектора Жака Клузоа (Петер Селерс) у Кортину да се позабави случајем. Ствар се компликује чињеницом, да је Клузоова супруга Симон (Капуцин), љубавница сер Чарлса и помаже му у организовању пљачки, у шта инспектор, наравно, не сумња. Видевши Симон, Џорџ Литон се такође заљубљује у њу.
Сер Чарлс марљиво брине о принцези, припремајући се за крађу, док Клузо долази у комичне ситуације. На маскенбалу који је организовала принцеза, сер Чарлс и његов нећак удружују снаге у покушају да украду дијамант, али Клузо успева да их сустигне и ухапси. У ствари, принцеза је сакрила дијамант на другом месту, а да га не би дала народу своје земље, искористила је жељу „Фантома“ да украде „Пинк Пантера“ као згоду. Током суђења сер Чарлсу, у џеп Клузоа, који се спрема да сведочи, Симон баца дијамант, који јој је поклонила принцеза Дала, након неуспеле крађе, која гаји топла осећања према сер Чарлсу. Након овог открића, Клузо је ухапшен уместо Литонових, али неочекивано за себе, постаје национални херој и идол милиона.

## Улоге
| Глумац             | Улога                                                                               |
| ------------------ | ----------------------------------------------------------------------------------- |
| Дејвид Нивен       | сер Чарлс Литон / „Фантом”                                                          |
| Питер Селерс       | инспектор Жак Клузо                                                                 |
| Роберт Вагнер      | Џорџ Литон                                                                          |
| Капуцин            | Симона Клузо                                                                        |
| Клаудија Кардинале | принцеза Дала                                                                       |
| Бренда Де Бензи    | Анџела Данинг                                                                       |
| Колин Гордон       | инспектор Такер                                                                     |
| Џон Ле Мезјурје    | адвокат                                                                             |
| Френ Џефрис        | „рођака“ из Грчке (извела песму „Meglio Stasera“ Хенрија Манћинија на италијанском) |
| Џејмс Ланфјер      | Салуд, принцезин батлер                                                             |
| Гај Томаџан        | Артоф                                                                               |